# Polissoir du Bois-de-la-Claie
Le polissoir du Bois-de-la-Claie est une site mégalithique situé dans la forêt de Fontainebleau, en France. Découvert en 1981, il présente une demi-douzaine de stries.

## Situation et accès
Le bloc est situé sur le bord du chemin de la Roche-qui-Tourne, à son extrémité orientale, à l'ouest de la forêt de Fontainebleau et à l'ouest du territoire communal d'Arbonne-la-Forêt. Plus largement, il se trouve dans le département de Seine-et-Marne, en région Île-de-France.

## Histoire
Les quelques stries de polissage sont découvert sur un gros bloc, au début de l'année 1981 par Christian Wagneur, à l'occasion de prospections systématiques menées par le Groupe d'études, de recherches et de sauvegarde de l'art rupestre (GERSAR) pour l'inventaire des abris ornés du massif de Fontainebleau,. Ce serait le seul polissoir inventorié sur le massif, avant les études plus approfondies de Bernard Théret.

## Structure
Le bloc de grès, d'une longueur de 3 mètres et d'une largeur d'un mètre environ, présente sur sa partie supérieure, à près d'un mètre du sol, un ensemble de « traces érodées, surfaces polies et surtout rainures, attestant son usage comme polissoir ».